# La-Salette-Kapelle (Engerazhofen)

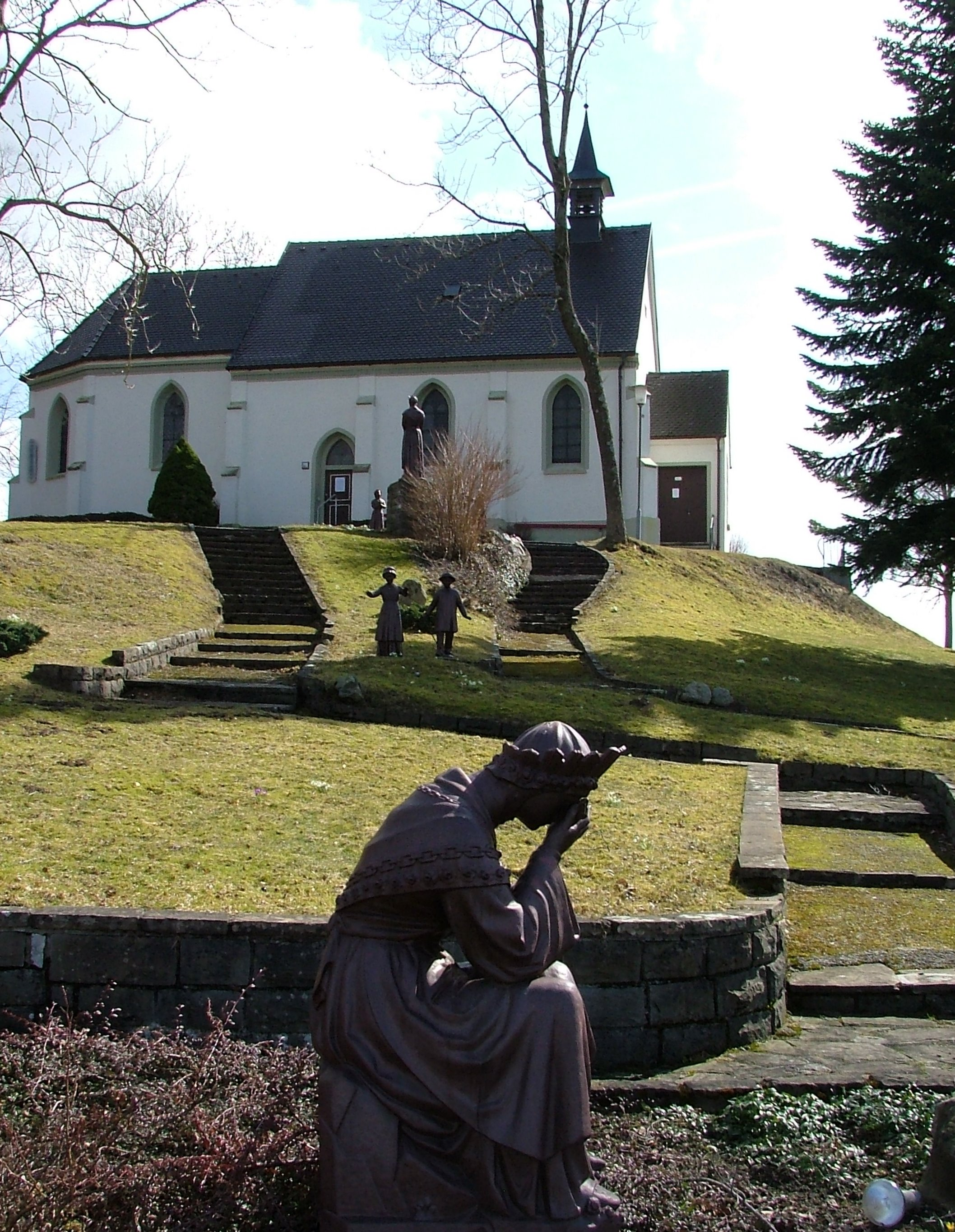
Kapelle La Salette bei Engerazhofen, die weinende Jungfrau

Die Wallfahrtskapelle La Salette befindet sich in Engerazhofen, einem Teilort von Leutkirch im Allgäu. Die Kapelle wurde 1864 erbaut und ist ein kirchlich anerkannter Wallfahrtsort und Kirche der kleinen Gemeinschaft der Missionare Unserer lieben Frau von La Salette.

## Geschichte
Der Ursprung dieser Marienverehrung liegt in Frankreich. Am 19. September 1846 um drei Uhr nachmittags soll den beiden Hirtenkindern Mélanie Calvat (15 Jahre) und Maximin Giraud (11 Jahre) bei klarem Wetter auf einem naheliegenden Berg bei La Salette-Fallavaux die Jungfrau Maria erschienen sein. Die „schöne Dame“, wie sie von den Kindern genannt wurde, soll vor Kummer geweint haben. Im Folgenden übermittelte sie Botschaften an die Welt.
1857 befiel den damaligen Pfarrer von Engeratzhofen, Josef Steigmaier, eine schwere Krankheit. Er gelobte, der heiligen Maria eine Kapelle zu bauen, wenn er genesen sollte. Nach der Heilung löste er sein Versprechen ein und im Jahr 1864 begann man mit dem Bau. Die Wallfahrtskapelle liegt auf einem kleinen Hügel, genannt Fuchsberg, und ist auch ein beliebter Heiratsort. Am 19. September 1866 wurde die Kapelle geweiht zu Ehren Missionare Unserer lieben Frau von La Salette.
Seit 2000 finden in unregelmäßigen Abständen bei der Kapelle die Passionsspiele Engerazhofen, der dortigen Pfarrgemeinde St. Johann Baptist statt. Das große jährliche Kapellenfest findet jeweils am Sonntag nach dem 19. September, dem Erscheinungstag von La Salette, statt. Am 20. September 2009 hat der Bischof der Diözese Rottenburg-Stuttgart Gebhard Fürst eine neue Niederlassung Gemeinschaft der Missionare von La Salette in Engerazhofen errichtet. Sie besteht aus drei Salettinern aus Polen.

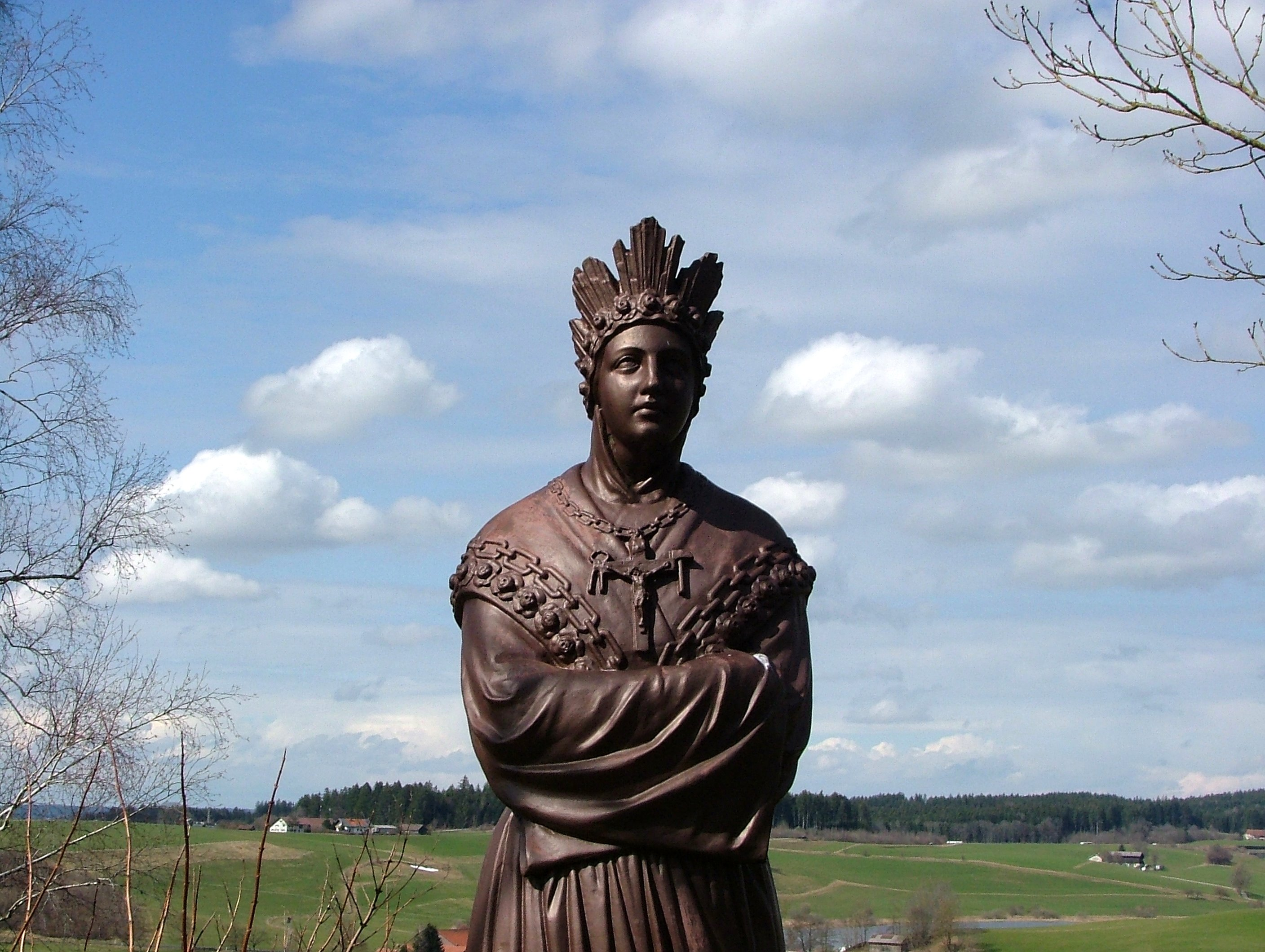
Die Jungfrau
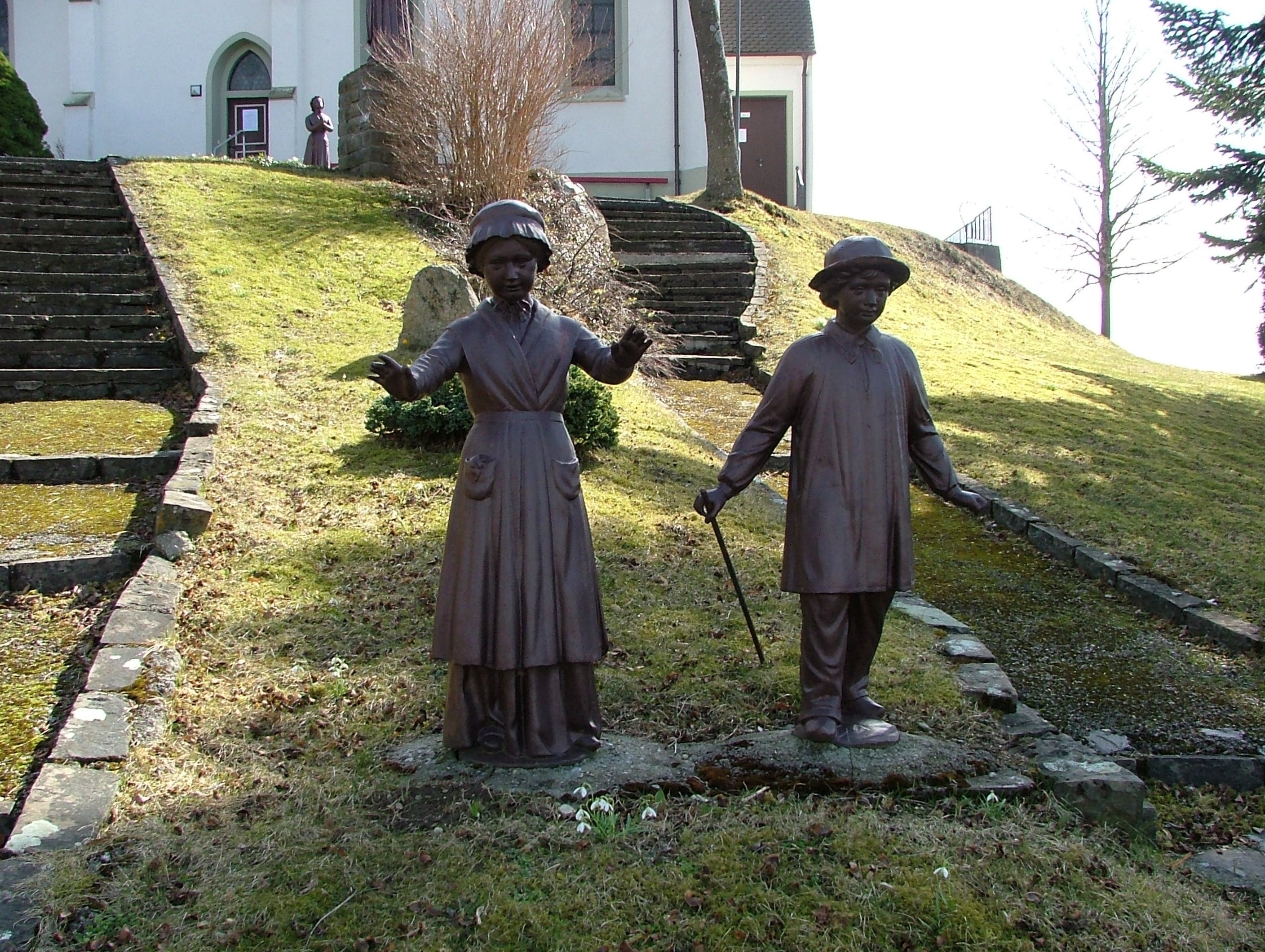
Die Hirtenkinder
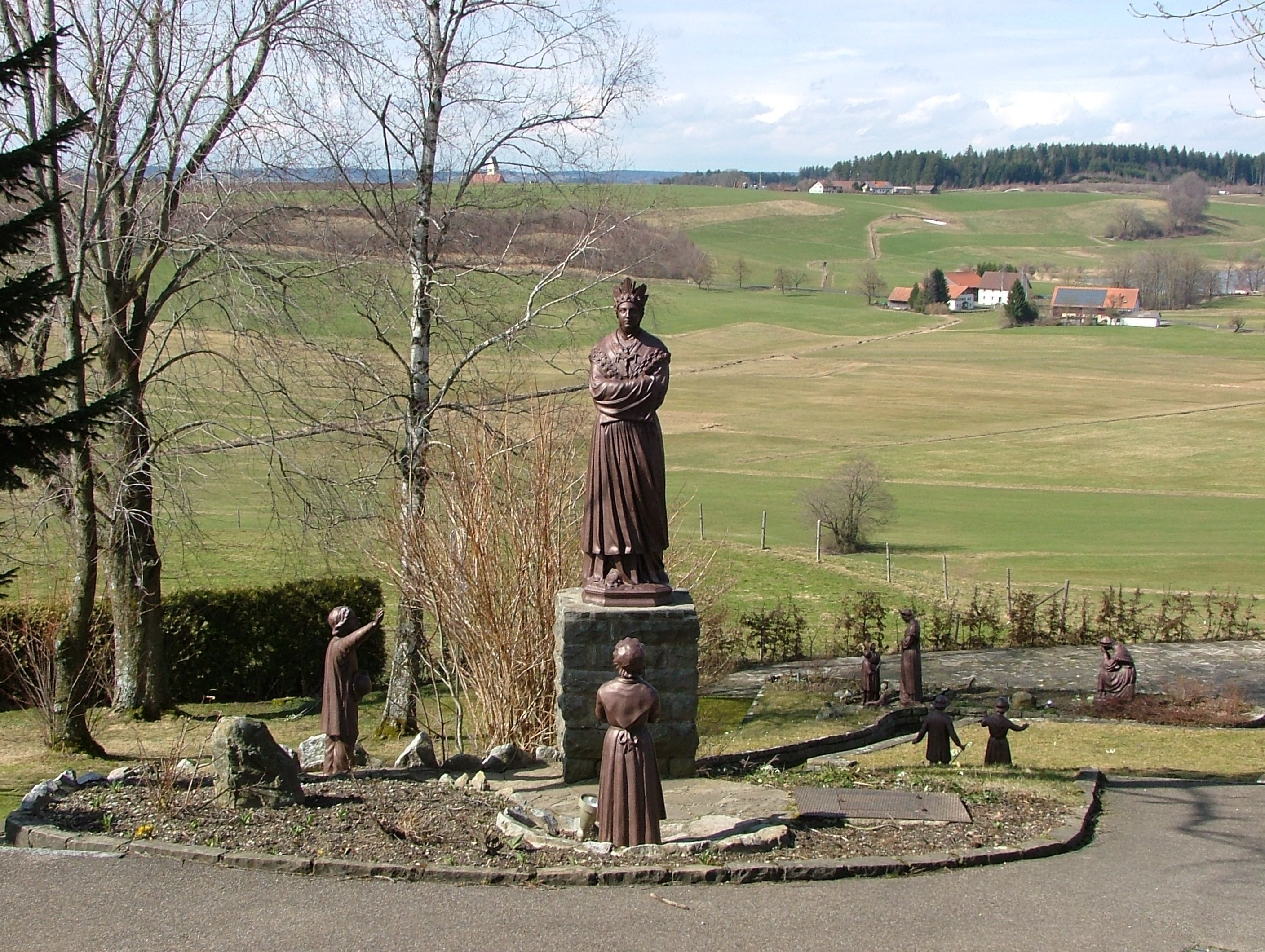
Die Erscheinung
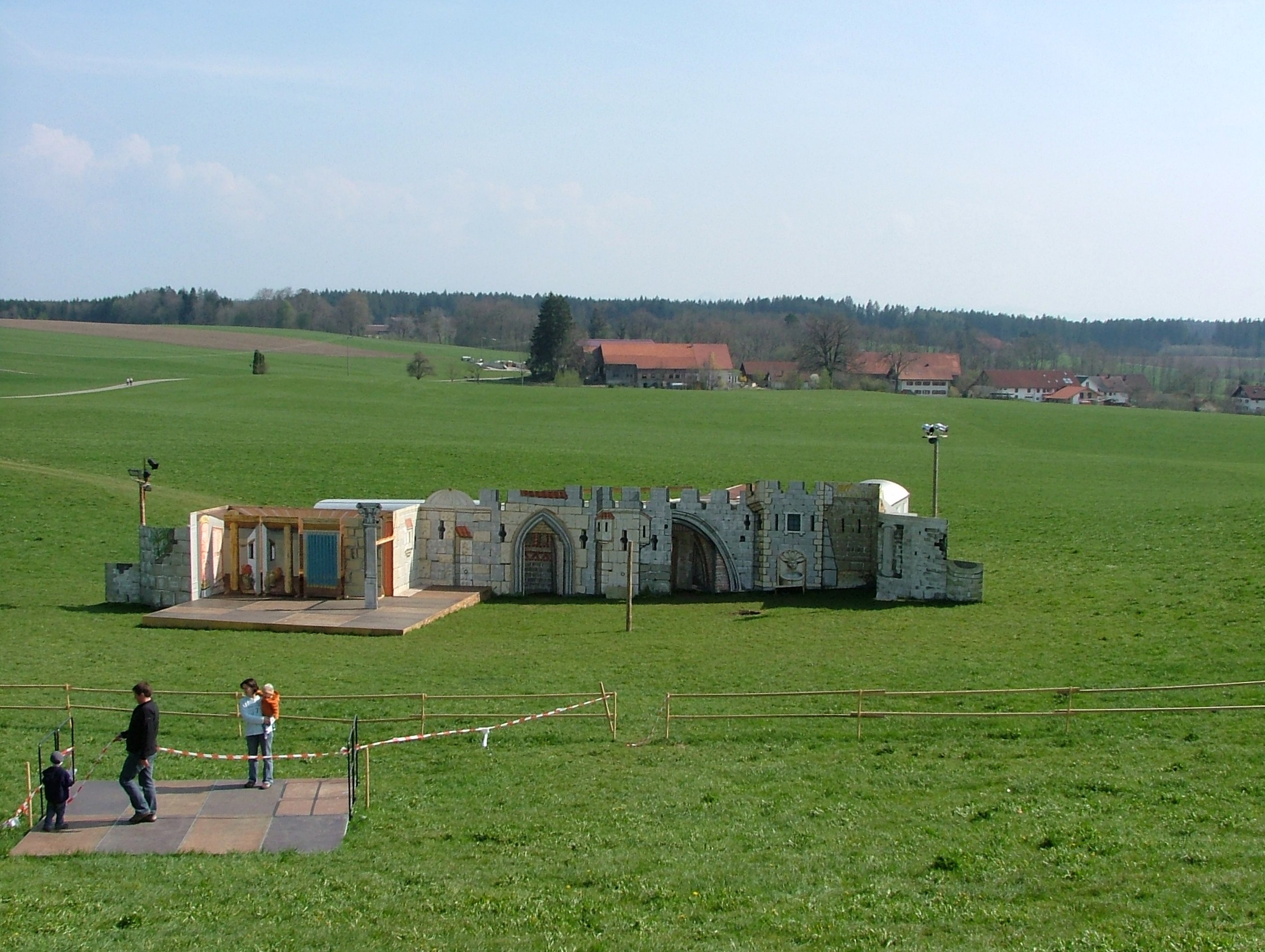
Die Passionsspiele
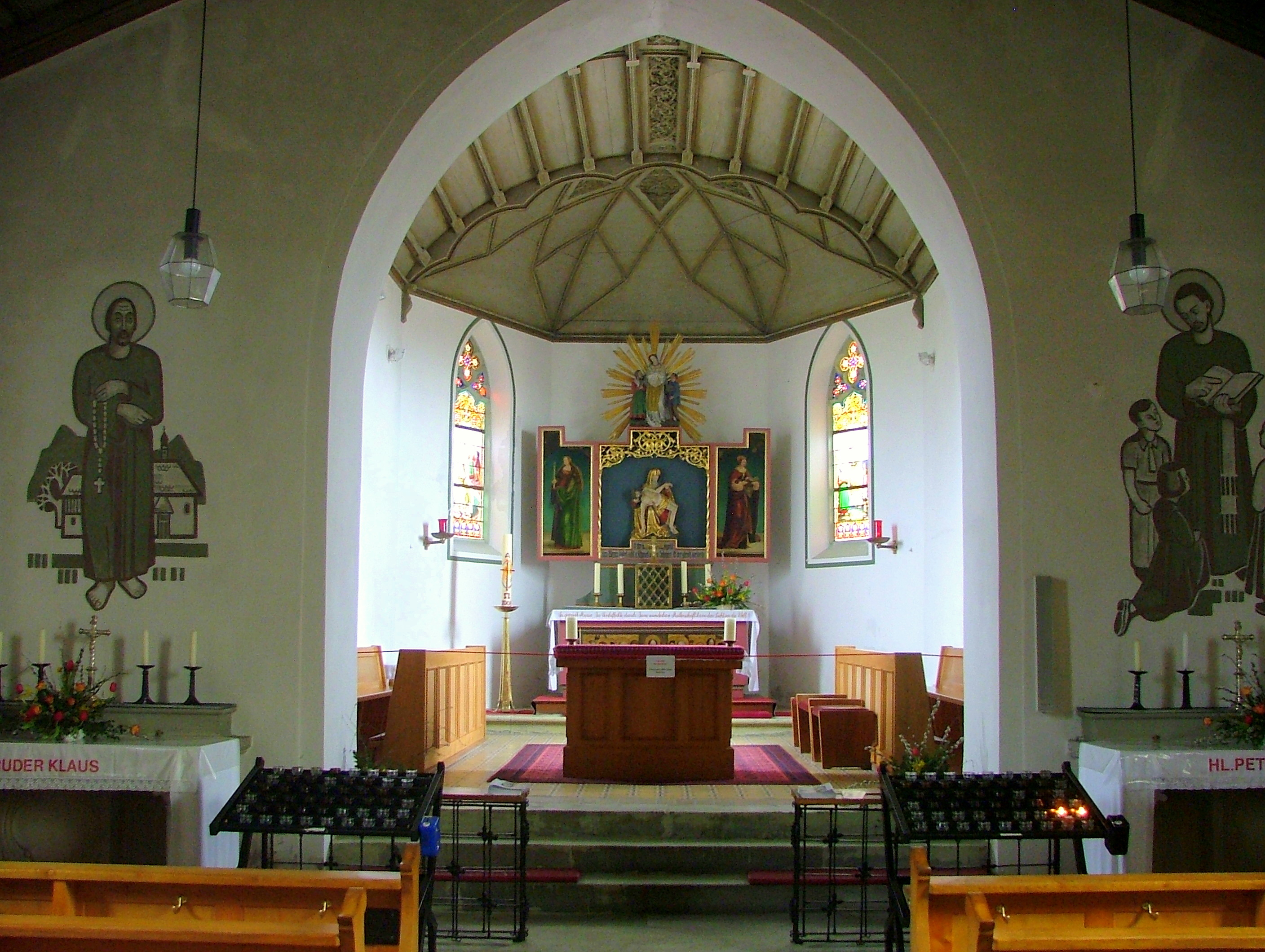
Die Kapelle